# In Our Lifetime
 (mai 2019).
Albums de Marvin Gaye
Here, My Dear
(1978) Midnight Love
(1982)
In Our Lifetime? est l'avant-dernier album studio du chanteur de soul américain Marvin Gaye, sorti en 1981 chez la compagnie de disques Motown. 

## Description
Les sessions d'enregistrement se sont déroulées aux studios Marvin's room à Los Angeles, en Californie, aux studios Seawest Recording à Honolulu, Hawaï, et à Odysseys Studios à Londres, en Angleterre, entre 1979 et 1980, et remixé en 1981 par Motown. La couverture de l'album a été conçue par Neil Breeden. C'est le dernier album enregistré pour le label Motown avant de passer chez Columbia Records. Cet album a été entièrement produit, arrangé, et mixé par Gaye. Il s'écarte du style disco de ses deux précédents travaux, et est vu comme l'un des meilleurs albums de Gaye dans les dernières années avec Motown.

## Édition originale1981
Tous les morceaux sont écrits, composés et interprétés par Marvin Gaye.
Face A
1. Praise – 4:51
2. Life Is for Learning – 3:39
3. Love Party – 4:58
4. Funk Me – 5:34

Face B
1. Far Cry – 4:28
2. Love Me Now or Love Me Later – 4:59
3. Heavy Love Affair – 3:45
4. In Our Lifetime – 6:57

La ré-édition de 1994 ajoute Ego Tripping Out comme premier morceau de l'album.